# Geoschéma Organizace spojených národů pro Evropu

Geoschéma subregionů Organizace spojených národů v Evropě:
Východní Evropa
Severní Evropa
Jižní Evropa
Západní Evropa

Níže je uveden abecední seznam subregionů v geoschématu OSN pro Evropu, vytvořený Statistickou divizí OSN (UNSD). Schéma rozděluje kontinent na východní Evropu, severní Evropu, jižní Evropu a západní Evropu. UNSD poznamenává, že „země nebo oblasti byly přiřazeny ke konkrétním seskupením pro statistické účely a nenaznačuje žádný předpoklad týkající se politické nebo jiné příslušnosti zemí nebo území“.

## Jižní Evropa
| - Albánie - Andorra - Bosna a Hercegovina - Černá Hora - Gibraltar - Chorvatsko - Itálie - Malta - Portugalsko - Řecko - San Marino - Severní Makedonie - Slovinsko - Srbsko - Španělsko - Vatikán |

## Severní Evropa
| - Alandy - Dánsko - Estonsko - Faerské ostrovy - Finsko - Irsko - Island - Litva - Lotyšsko - Man - Norsko - Spojené království - Špicberky a Jan Mayen - Švédsko |

### Normanské ostrovy
| - Guernsey - Jersey - Sark |

## Východní Evropa
| - Bělorusko - Bulharsko - Česko - Maďarsko - Moldavsko - Polsko - Rumunsko - Rusko† - Slovensko - Ukrajina |

† Ačkoli je Rusko transkontinentální zemí ležící také v severní Asii, pro statistické účely je Rusko podle UNSD přiřazeno do východní Evropy, a to včetně evropského i sibiřského Ruska.

## Západní Evropa
| - Belgie - Francie - Lichtenštejnsko - Lucembursko - Monako - Německo - Nizozemsko - Rakousko - Švýcarsko |